# Werttransport

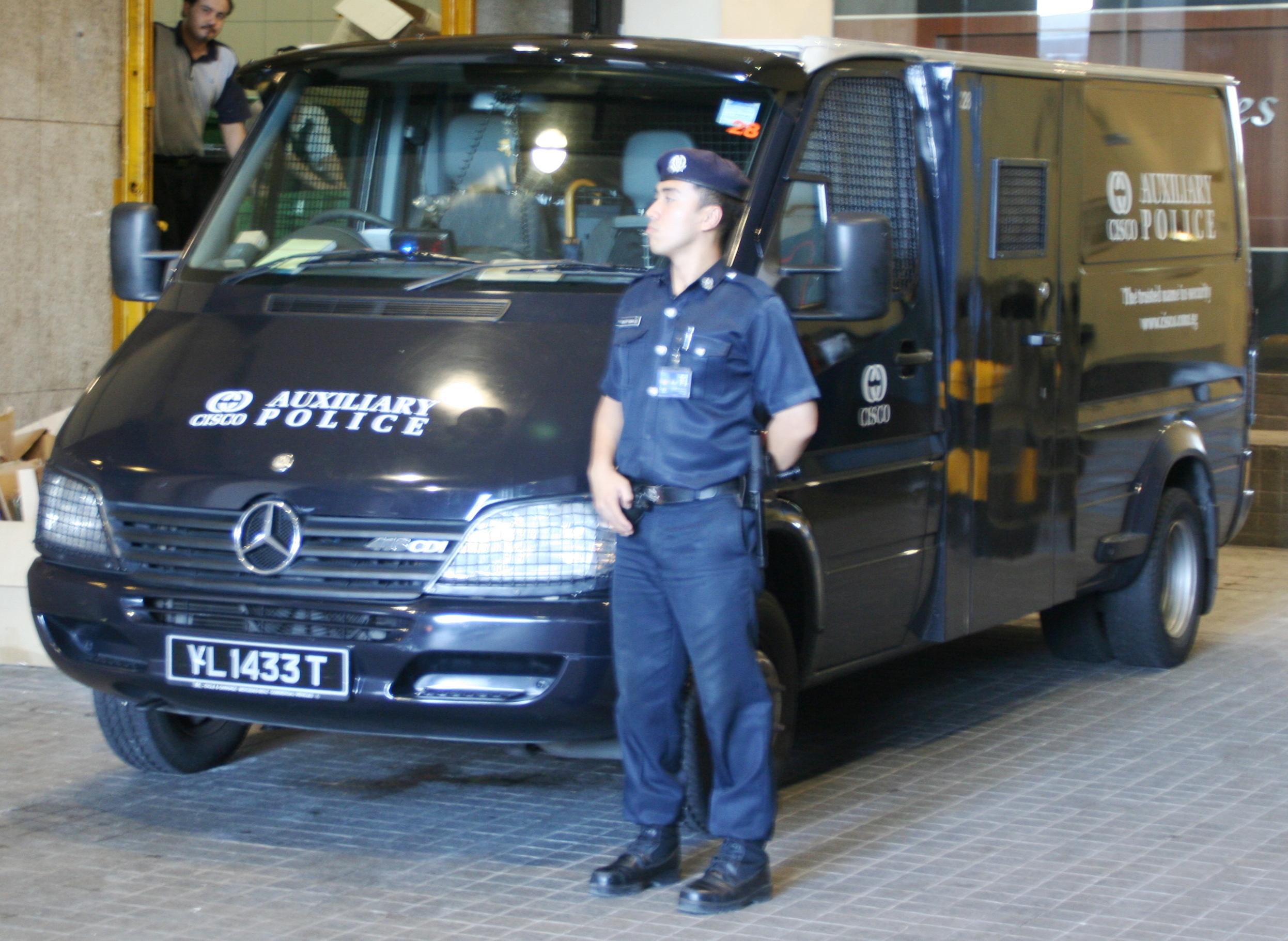
Werttransportfahrzeug (Singapur)

Als Werttransport  wird allgemein der Transport von Wertgegenständen aller Art (auch Valoren genannt) bezeichnet. Für den Transport werden sicherheitstechnische Vorkehrungen getroffen. Zulässige Werttransportmittel sind spezielle Geldkassetten, Schmuckkoffer, Sicherheitstaschen, Spezial-Container, Panzerfahrzeuge, Flugzeuge (konzessioniert) bei den Beförderungsarten Post, Bahn, Auto (Panzerfahrzeug) und Flugzeug.
Soll oder darf der Transport für Außenstehende nicht zu erkennen sein, hat dieser als verdeckter Werttransport zu erfolgen. Ein verdeckter Transport unterliegt verschiedenen versicherungsrechtlichen Bestimmungen. Zum Beispiel arbeiten Sicherheitskuriere meist verdeckt.
Je nach Höhe des Wertes des Transportguts gelten besondere Bestimmungen für die betrauten Personen und Mittel: spezielle Ausbildung, Anzahl der Begleitpersonen, spezielle Fahrzeuge (Panzerung), Fahrtenschreiber, Alarmanlage. Früher – vor der Verbreitung von Handys – waren teils Funk und/oder Autotelefon vorgeschrieben.
Maßgebend für den Transport sind die Bestimmungen der Transportversicherer. Bei periodisch ausgeführten Werttransporten variieren Fahrtroute, Fahrzeit und Fahrzeug.